# Louise Servaes
Pour les articles homonymes, voir Servaes.
Louise Servaes, née le 29 janvier 1923 à Anvers et morte dans la même ville en 2010, est une artiste belge. Elle est surtout connue pour son travail de la céramique mais son œuvre est très diversifiée et comprend aussi des dessins, de la peinture, de l’illustration et des tissages. Louise Servaes est une des fondatrices du collectif d'artistes anversois le G58. Bien que bénéficiant d'une vraie reconnaissance durant ses années d'activité, elle devient ultérieurement peu visible dans l'histoire de l'art.

## Biographie

### Jeunesse et formation
Louise-Maria Servaes, surnommée Wiske, est née dans la Vleminckstraat à Anvers, le 29 janvier 1923. Elle obtient une licence en littérature anglaise avant de se diriger vers des études artistiques. En 1949, elle entre à l'Académie Royale des Beaux-Arts d'Anvers pour étudier la peinture figurative avec le peintre animiste Jozef Vinck. Elle obtient déjà le prix Karel Verlat en 1950 avec une peinture représentant un hibou. Elle choisit alors d'étudier l'art ornemental et monumental, enseigné par Julien van Vlasselaer (1907-1982), peintre et dessinateur de cartons pour tapisseries et vitraux. Elle rejoint ensuite, pour un an, la classe de céramique créée en 1953 à la demande d'étudiants. Olivier Strebelle y est son professeur. Elle souhaite expérimenter de nouvelles textures de surface pour enrichir sa peinture. Elle commence sa propre pratique de la céramique en 1956.

### Carrière artistique

#### G58
En 1958, un groupe de jeunes artistes, dont Louise Servaes et Lutgart De Meyer sont les seules femmes, fondent le collectif G58 à Anvers. Ils souhaitent trouver leur propre voie artistique et des opportunités d'expositions, ceci dans le contexte de l'Exposition Universelle de 1958 qui se tient alors à Bruxelles et qui draine un large public vers la Belgique.  G58 organise une série d'expositions personnelles au château de Middelheim avant d'obtenir un local dans le centre ville d'Anvers, dans le bâtiment Hessenhuis. Louise Servaes participe à toutes les expositions de G58 et voit son travail salué par la presse,,,,. Le conseil d'administration de G58 est d'abord exclusivement composé d'hommes, mais le peintre Bert De Leeuw se retire pour laisser sa place à Louise Servaes, de façon que « les femmes aussi soient représentés au conseil d’administration ». 

#### Céramique
À partir de 1956, Louise Servaes démarre sa propre production de céramique,. À cette époque, la céramique commence à être perçue comme une discipline artistique à part entière et non plus seulement comme un artisanat décoratif. 
Plutôt que le travail au tour, Louise Servaes préfère utiliser la technique du colombin qui consiste à façonner l'argile en petits rouleaux qui, sont ensuite assemblés de façon à prendre la forme souhaitée. Cette technique permet de réaliser des formes très diverses. 
Durant les premiers temps de sa pratique, Louise Servaes se concentre surtout sur la céramique appliquée et la production d'ustensiles décoratifs et d'objets ornementaux, tels que des vases, des bols et des plats. Ces premières œuvres se caractérisent par la sobriété de leurs couleurs.
Avec sa participation à G58, ses œuvres deviennent sculpturales et les formes plus variées, même si elle continue de produire des pièces fonctionnelles. Elle participe aux expositions du G58 avec des formes abstraites qui fonctionnent comme des sculptures autonomes, comme les colonnes Glazen zuil et Contrastzuil, alternant les blocs de céramique et de verre. En plus du verre, elle associe du ciment et d'autres matériaux à la céramique.
Compositie, en 1963 est une décoration murale en forme de disque dont la surface texturée utilise la lumière pour créer des effets d'ombre.
Blauw paneel , un panneau bleu de grande taille (72 cm x 66 cm) de 1961, évoque l'art totémique, à travers ses formes géométriques.
À la même époque, Louise Servaes crée des carreaux de céramique de couleurs vives, qu'elle incruste dans des plateaux de tables en créant des motifs géométriques.
Louise Servaes ne signe pas toujours ses œuvres, et, lorsqu'elle les signe, se contente souvent des initiales LS (Louise Servaes) ou WS (Wiske Servaes), ce qui complique leur attribution.

#### Autres disciplines
En plus de la céramique, Louise Servaes est également mentionnée comme graphiste. Elle crée notamment des dessins pour des couvertures et jaquettes de livres et il semble qu'elle ait créé des tissages,,.
Louise Servaes participe à diverses  expositions nationales et internationales, comme celles de Londres, Amsterdam, Berlin et Faenza. Elle bénéficie aussi d'expositions personnelles, entre autres, à Bruxelles, Gand, Anvers et Ostende, ce qui n'est pas habituel pour une femme artiste à son époque,.
À partir de la seconde moitié des années 1970, Louise réduit progressivement sa production de céramiques, sans qu'on sache exactement pour quelle raison. Elle reprend alors sa pratique du dessin et de la peinture. Elle a occupe également un poste d'enseignante à l'Académie de Borsbeek ainsi qu'à l'Académie des Beaux-Arts de Malines.

#### Fin de vie
Louise Servaes décède le  6 octobre 2010 à Anvers, à l'âge de 87 ans.

## Collections
Les œuvres de Louise Servaes se trouvent essentiellement dans des collections privées, cependant la Province d'Anvers possède plusieurs pièces de céramique.

## Reconnaissance
La carrière artistique de Louise Servaes est marquée par une approche innovante de la céramique, une œuvre abondante, ainsi qu'une participation à d'importantes expositions. Bien que bénéficiant d'une vraie reconnaissance durant ses années d'activité, Louise Servaes reste peu visible par la suite dans l'histoire de l'art.
En 1950, Louise Servaes remporte le prix Karel Verlat en 1950. Plus tard, elle reçoit également la Médaille d'or de la Reine Elisabeth et le Prix de la Province d'Anvers pour la céramique.
En 2024-2025, le Design Museum Brussels présente un ensemble de bols de Louise Servaes dans l'exposition Untold stories-Designers femmes en Belgique  1880-1980.